# Páez (Cauca)
Pour les articles homonymes, voir Páez.
Páez est une municipalité située dans le département de Cauca, en Colombie.

## Personnalité
- María Beatriz Aniceto Pardo